# PT-76
PT-76 (tiếng Nga: ПТ-76, Плавающий Танк - 76, Plavayushchiy Tank-76) là loại xe tăng hạng nhẹ của Liên Xô. Xe tăng PT-76 được giới thiệu lần đầu tiên vào đầu thập niên 1950, và sớm trở thành mẫu xe tăng trinh sát tiêu chuẩn của quân đội Xô Viết và các lực lượng quân sự thuộc khối Hiệp ước Warszawa. PT-76 cũng được xuất khẩu rộng rãi đến các nước đồng minh khác của Liên Xô như Việt Nam, Lào, Campuchia, Iraq, Bắc Triều Tiên, Cuba,... Có hơn 25 nước sử dụng PT-76.
PT-76 được sử dụng trong vai trò trinh sát và yểm trợ hỏa lực. Khung gầm của nó được sử dụng làm cơ sở cho một số mẫu thiết kế khác như: xe thiết giáp BTR-50, pháo phòng không tự hành ZSU-23-4, pháo tự hành hạng nhẹ ASU-85 và xe chở bệ phóng tên lửa phòng không 2K12 Kub.

## Phát triển

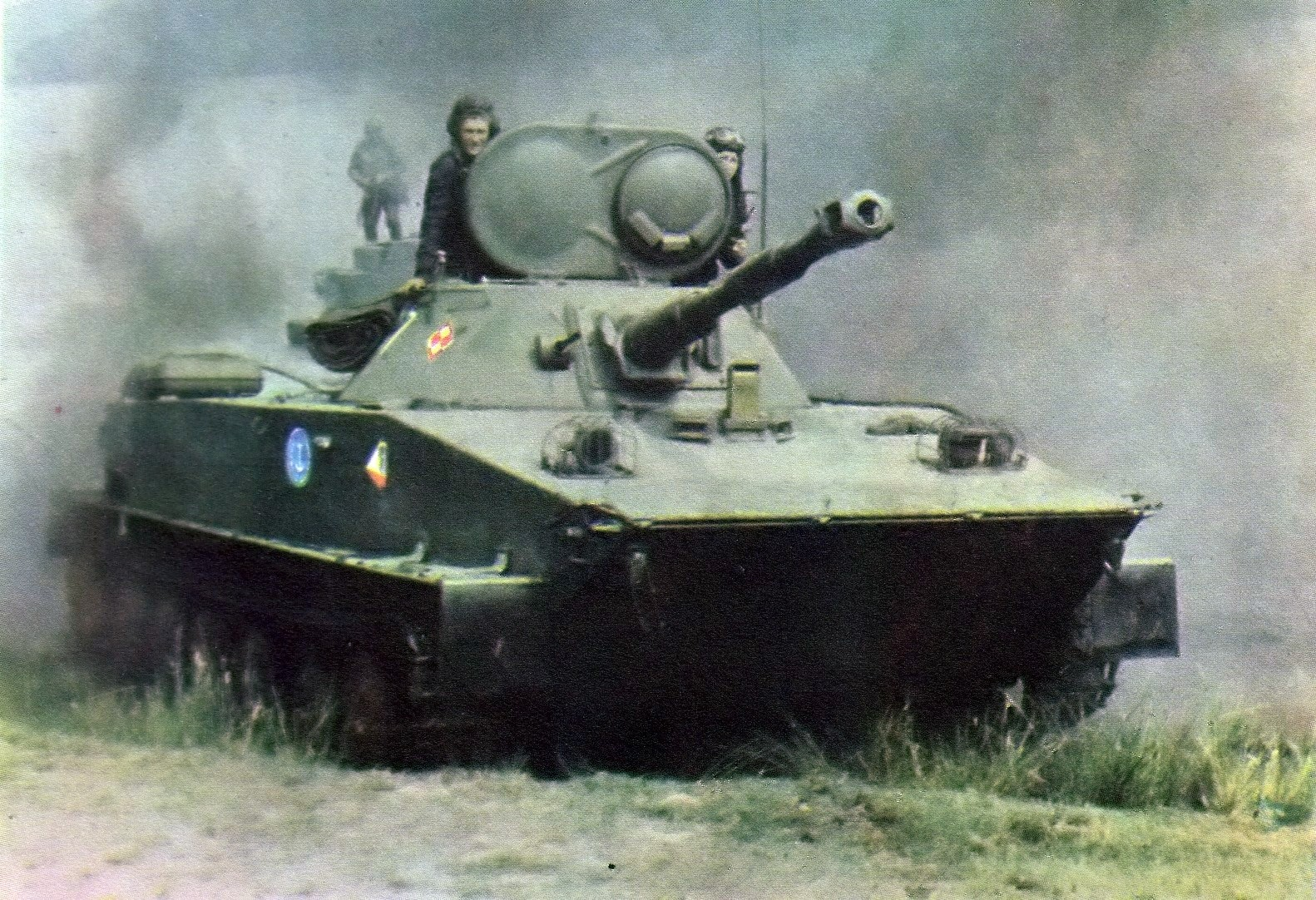
PT-76

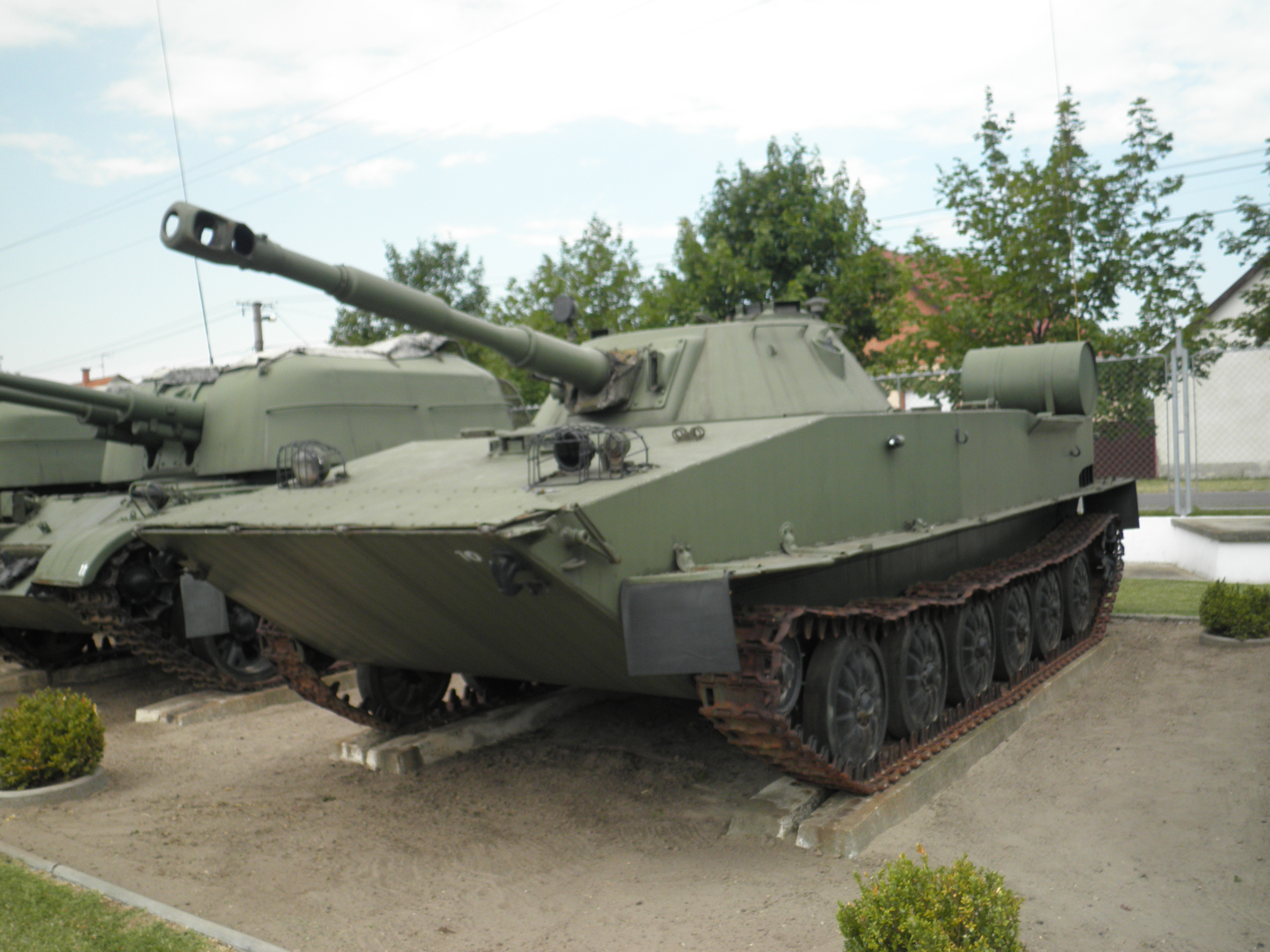
Xe tăng PT-76 tại viện bảo tàng

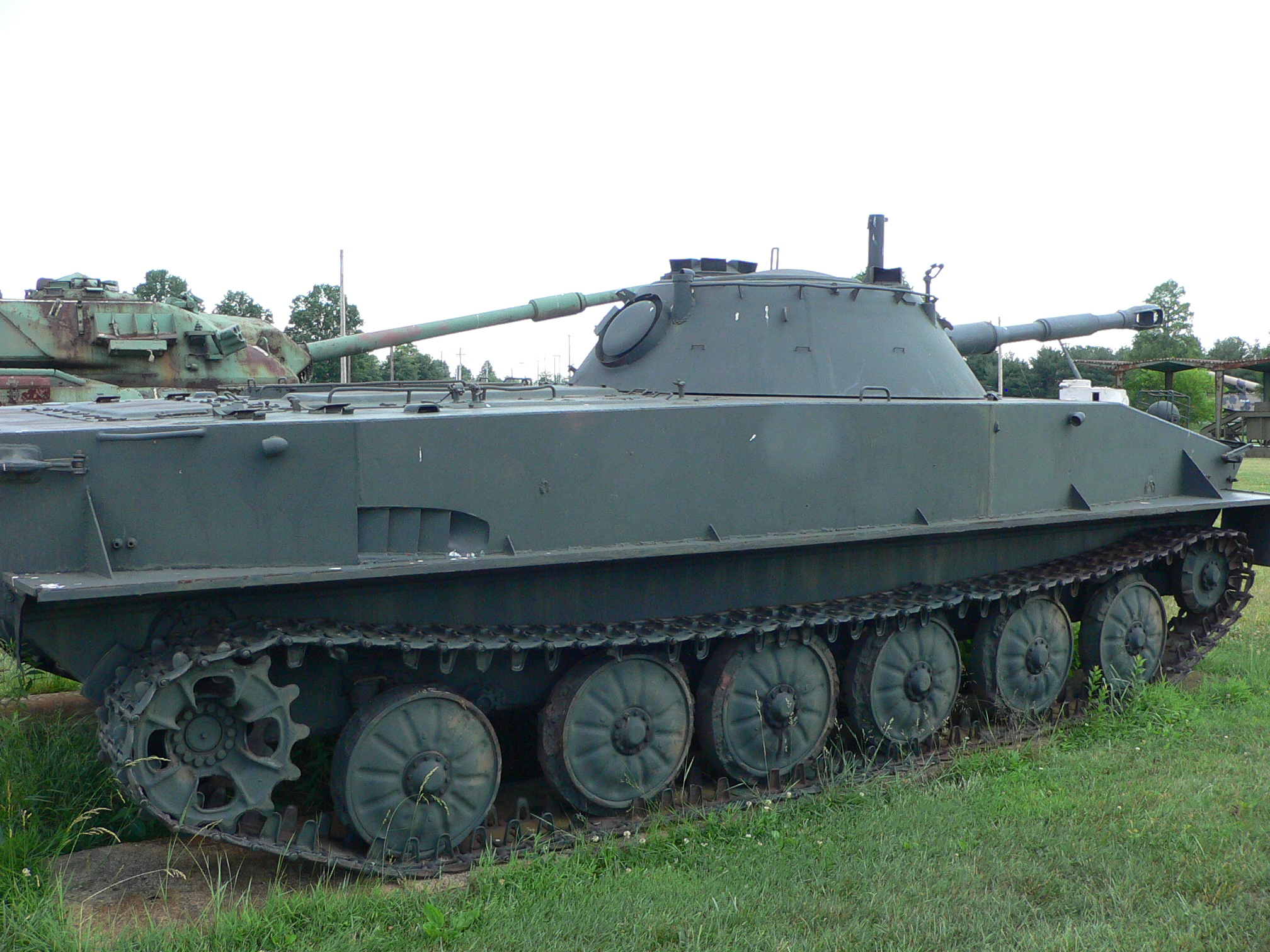
PT-76 trong viện bảo tàng Hoa Kỳ (Hình 1).

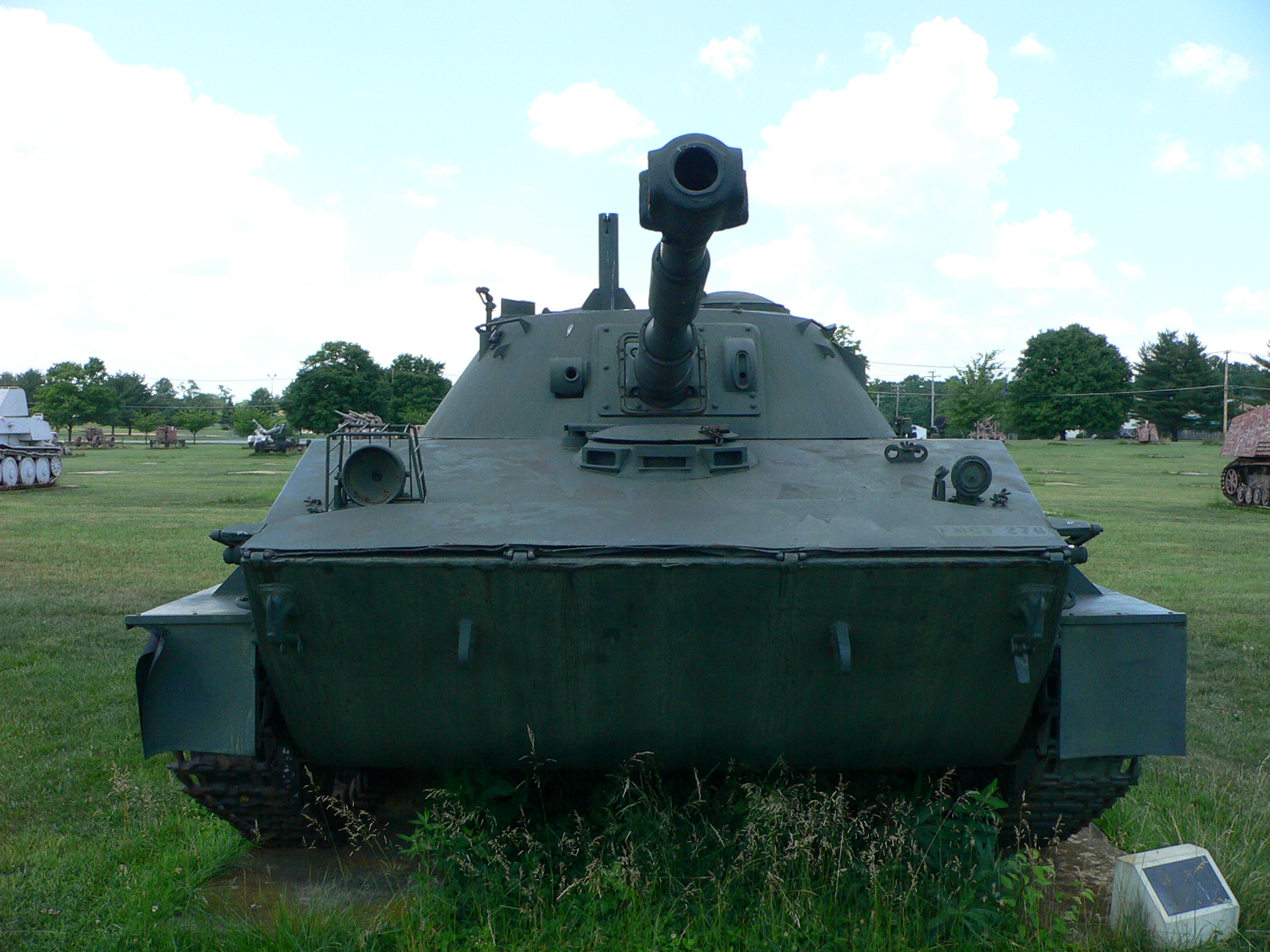
PT-76 trong viện bảo tàng Hoa Kỳ (Hình 2).

Sau Thế chiến thứ hai, các khái niệm về xe tăng hạng nhẹ đã được nghiên cứu lại ở Liên Xô. Các xe tăng hạng nhẹ sẽ được sử dụng trong các đơn vị trinh sát và do đó khả năng lội nước là rất cần thiết. Chiếc xe sẽ có thể vượt sông ngòi, đầm lầy với sự chuẩn bị ít. Nhiều nguyên mẫu của xe tăng hạng nhẹ như vậy đã được thiết kế vào cuối những năm 1940. Thành công nhất là "Obyekt 740", được thiết kế bởi kỹ sư N. Shashmurin tại viện VNII-100 ở Leningrad (một viện nghiên cứu của Nhà máy xe tăng Chelyabinsk ChTZ) vào năm 1949 - 1950, dưới sự giám sát ban đầu của Zh. Kotin từ Nhà máy Kirov. Chiếc xe đã thành công bởi vì nó có một thiết kế đơn giản, đặc điểm định hướng tốt và khả năng tự sản xuất.
Một nguyên mẫu đã được xây dựng tại Nhà máy Kirov vào năm 1950 và đã được chính thức thông qua ngày 06 tháng 8 năm 1951 với chỉ định của PT-76 sản xuất bắt đầu tại nhà máy Stalingrad Tractor (Khu liên hiệp).
Được phát triển trong những năm 1949 - 1951, PT-76 đi vào sản xuất từ năm 1952 tới năm 1959, với 1896 xe được sản xuất. Đến năm 1959, thế hệ thứ 2 là PT-76B ra đời và được sản xuất tới năm 1967, với 1143 xe được sản xuất. Cả hai đều có biên chế 3 người, hỏa lực chính gồm pháo 76,2 mm, súng máy 7,62 mm. Ngoài ra có thể thêm súng máy 12,7 mm.
PT-76 được thiết kế chủ yếu để hỗ trợ bộ binh tại những nơi có địa hình lầy lội, nhiều sông ngòi đầm lầy. Do đó nó có ưu điểm lội nước tốt, nhưng bù lại chỉ có vỏ giáp mỏng (để duy trì khả năng bơi lội), do đó súng máy hạng nặng, thậm chí cả súng trường chống tăng cũng có thể xuyên thủng. Do thiết kế chủ yếu để hỗ trợ bộ binh diệt công sự, hỏa điểm và thiết giáp nhẹ thay vì đấu tăng (tương tự như xe thiết giáp chiến đấu - IFV ngày nay) nên hỏa lực xe yếu, không có pháo thủ chuyên biệt mà phải kiêm nhiệm.

## Thiết kế
Ban đầu, kế hoạch là tạo ra loại xe tăng nặng 20 tấn trang bị pháo 85mm và có các đặc tính cơ động tương tự như xe tăng hạng trung. Nó được thiết kế để có động cơ 400 mã lực và bơi bằng cách sử dụng phao nhôm, nhưng động cơ này vẫn chưa sẵn sàng vào thời điểm đó, và người ta cũng nhận ra rằng việc bơi lội dựa vào phao không bọc giáp, dễ bị tổn thương là không khả thi trên chiến trường, nên không có sự lựa chọn nào khác ngoài việc tạo ra một chiếc xe tăng có thể nổi với sức nổi của chính thân xe. Trọng lượng của xe tăng ý tưởng mới phải giảm xuống còn 15 tấn, và do đó, kế hoạch chế tạo pháo 85mm phải được loại bỏ để chuyển sang chế tạo pháo 76mm.
PT-76 có một bố trí điển hình: khoang lái ở phía trước, khoang chiến đấu ở trung tâm và khoang động cơ ở phía sau. Kíp lái ba người, gồm lái xe, người chỉ huy - kiêm liên lạc và pháo thủ, và người nạp đạn. Chỉ huy và bộ nạp đạn được đặt bên trong tháp pháo, chỉ huy ngồi ở phía bên tay trái của súng chính và người nạp đạn ngồi bên phải. Lái xe ngồi ở trung tâm của mặt trước, kính viễn vọng đặt bên dưới súng chính ở phía trên cùng của tấm giáp dốc phía trước thân xe.

### Kính ngắm
Kính ngắm TPKU-2B dành cho chỉ huy xe được lắp trên PT-76 cũng như PT-76B. TPKU-2B cũng được sử dụng trong T-54B cũng như các loại xe bọc thép khác của Liên Xô, vì nó là thiết bị mới nhất thuộc loại này vào cuối những năm 1950, tuy nhiên, ở PT-76, nó có một số sửa đổi ở tay cầm. Biến thể này của kính tiềm vọng TPKU-2B được sử dụng rộng rãi trong các loại xe hạng nhẹ khác như BRDM-1, BTR-60, BTR-70. TPKU-2B có độ phóng đại có thể điều chỉnh với tùy chọn là 1x hoặc 5x. Với độ phóng đại 1x, trường nhìn là 17,5 độ, hoặc giảm xuống 7,5 độ với độ phóng đại 5x. Cách bố trí chung của các mặt kẻ ô giống như tất cả các kính ngắm khác của Liên Xô vào thời đó, bao gồm sự hiện diện của một vạch đo khoảng cách, đủ cho người chỉ huy tìm kiếm và ước tính phạm vi mục tiêu ở khoảng cách ngắn đến trung bình.
Đối với xạ thủ, PT-76 có kính ngắm TShK-66, đến PT-76 model 1957 thì sử dụng loại TShK-66P cải tiến. PT-76B model 1959 thì được trang bị loại TShK-2-66, được thiết kế để ổn định đường ngắm theo chiều dọc thông qua các mối liên kết cơ học với pháo. TShK-66 có độ phóng đại cố định 4x và trường nhìn là 16 độ.

### Vũ khí

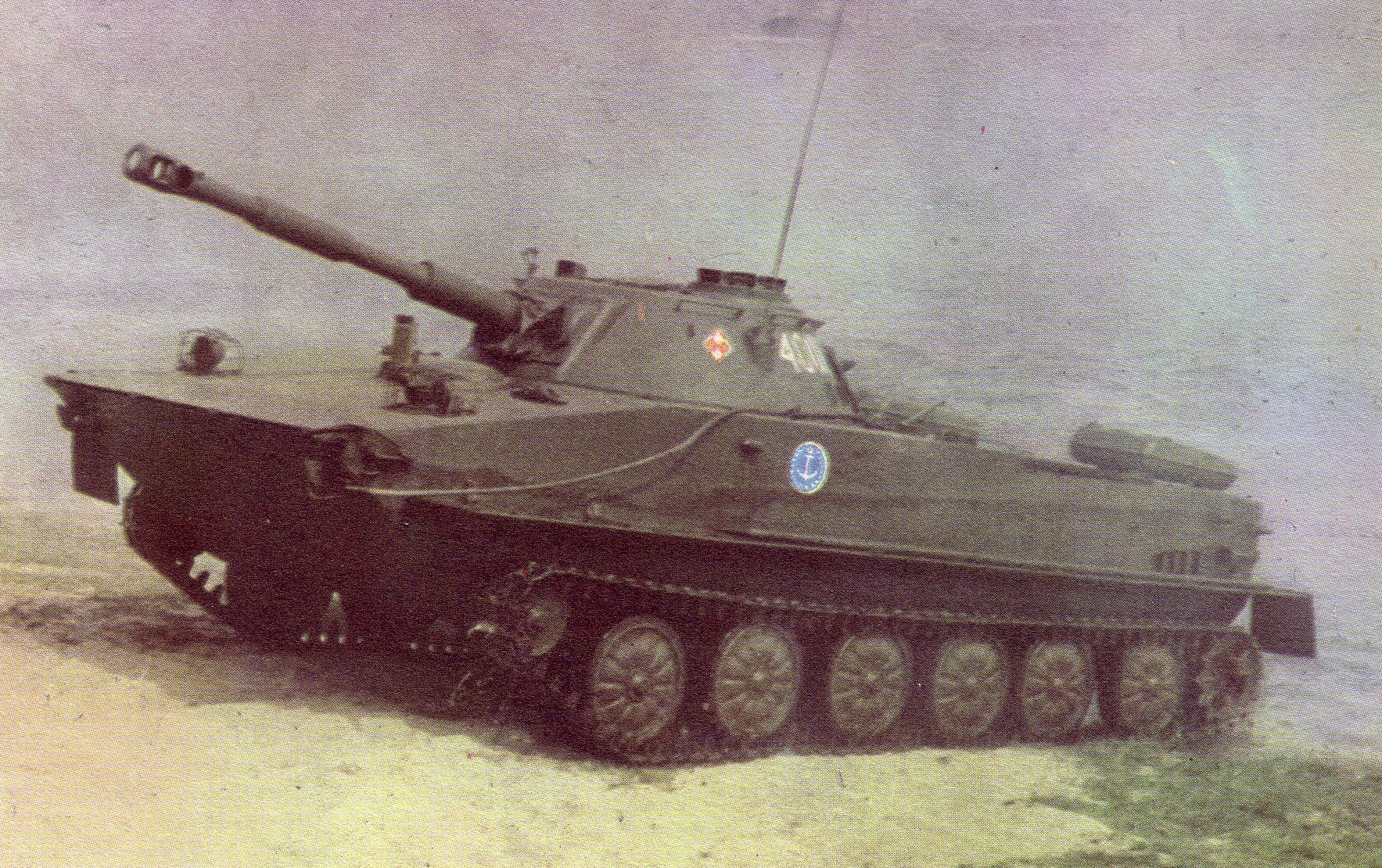
Xe tăng lội nước PT-76 của Ba Lan đang tập luyện đổ bộ.

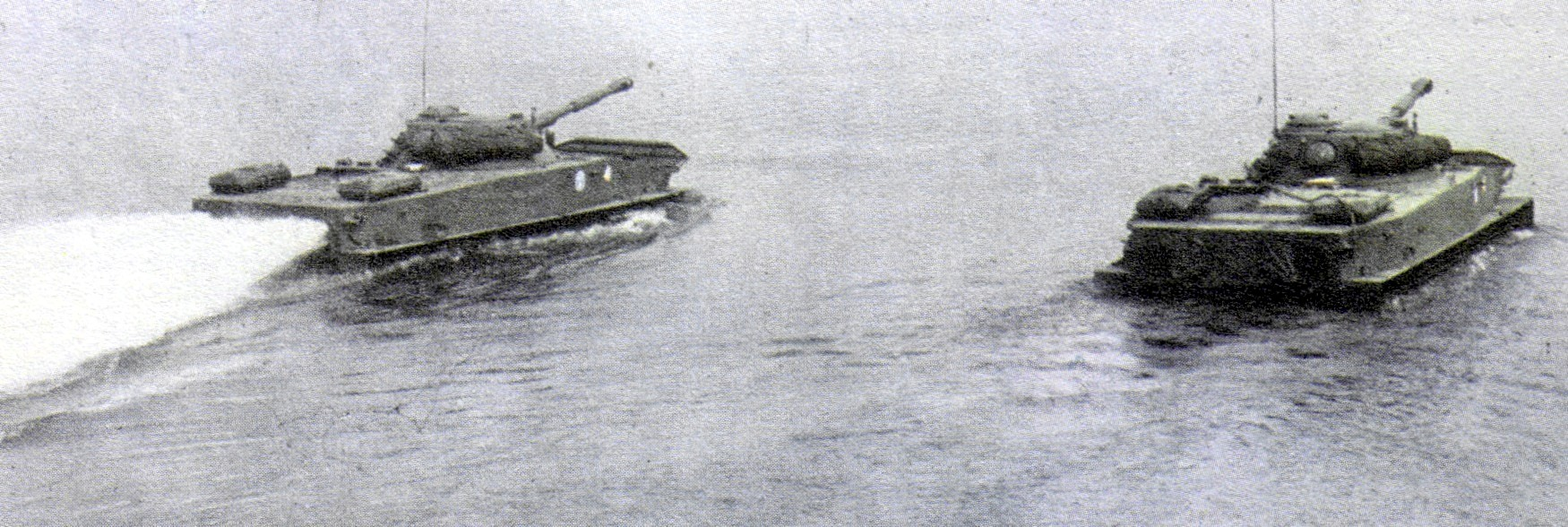
PT-76 đang lội nước.

Vũ khí chính của xe là pháo 76,2 mm D-56T, tầm bắn khoảng 1,5 km. D-56T là một thiết kế hoàn toàn mới được phát triển vào năm 1949 bởi Nhà máy Thiết kế số 9, nơi nó có tên gọi LB-62T. Pháo dùng cỡ đạn 76,2x385mm, chung loại đạn với pháo chống tăng ZiS-3 và pháo F-34 trên xe tăng T-34-76. Nòng pháo dài 3,2 mét, giống hệt với ZiS-3 và F-34, nên các đặc điểm đạn đạo giống hệt nhau, tạo thuận lợi cho việc huấn luyện và trang bị đạn. Tuy nhiên, D-56T tiên tiến hơn ở chỗ có bộ giảm giật ở đầu nòng và bầu hút khói để ngăn khói thuốc pháo bay ngược lại khoang lái. Năm 1957, D-56T được thay thế bằng khẩu pháo D-56TM mới hơn với bộ giảm giật ở đầu nòng được cải tiến. Pháo có thể nâng và hạ từ -4° đến +30°, do đó, cũng như hầu hết các xe tăng Liên Xô, PT-76 không thể bắn hiệu quả từ vùng đất cao hơn.
PT-76 phiên bản đầu được trang bị hệ thống quay tháp pháo bằng điện EPB-4, tốc độ quay tháp pháo tối đa 17 độ/giây. Một trong những nhược điểm lớn nhất của các mẫu PT-76 phiên bản đầu là nó không có hệ thống ổn định, do đó không thể bắn chính xác trong khi xe di chuyển. Mẫu PT-76B được nâng cấp với hệ thống ổn định hai mặt phẳng STP-2P "Zarya" (biến thể từ bộ ổn định STP-2 "Tsiklon" sử dụng trên T-55). Độ chính xác được báo cáo là 1,0 mil theo chiều dọc, và 1,5 mil theo chiều ngang, cung cấp sự cải thiện tương tự về độ chính xác khi bắn. Khi tiếp cận mục tiêu ở khoảng cách 800 - 1200 mét theo đường thẳng, tỷ lệ bắn trúng đã tăng 5,25 lần, tỷ lệ bắn trúng trong khi di chuyển ở một góc 15 độ so với mục tiêu đã được cải thiện 4 lần. Tóm lại, "Zarya" cho phép PT-76 bắn trúng các mục tiêu loại xe tăng từ tầm ngắn đến trung bình với độ chính xác hợp lý ở tốc độ từ 12 đến 25 km/h và nâng cao tỷ lệ bắn trúng ở cự ly xa hơn.

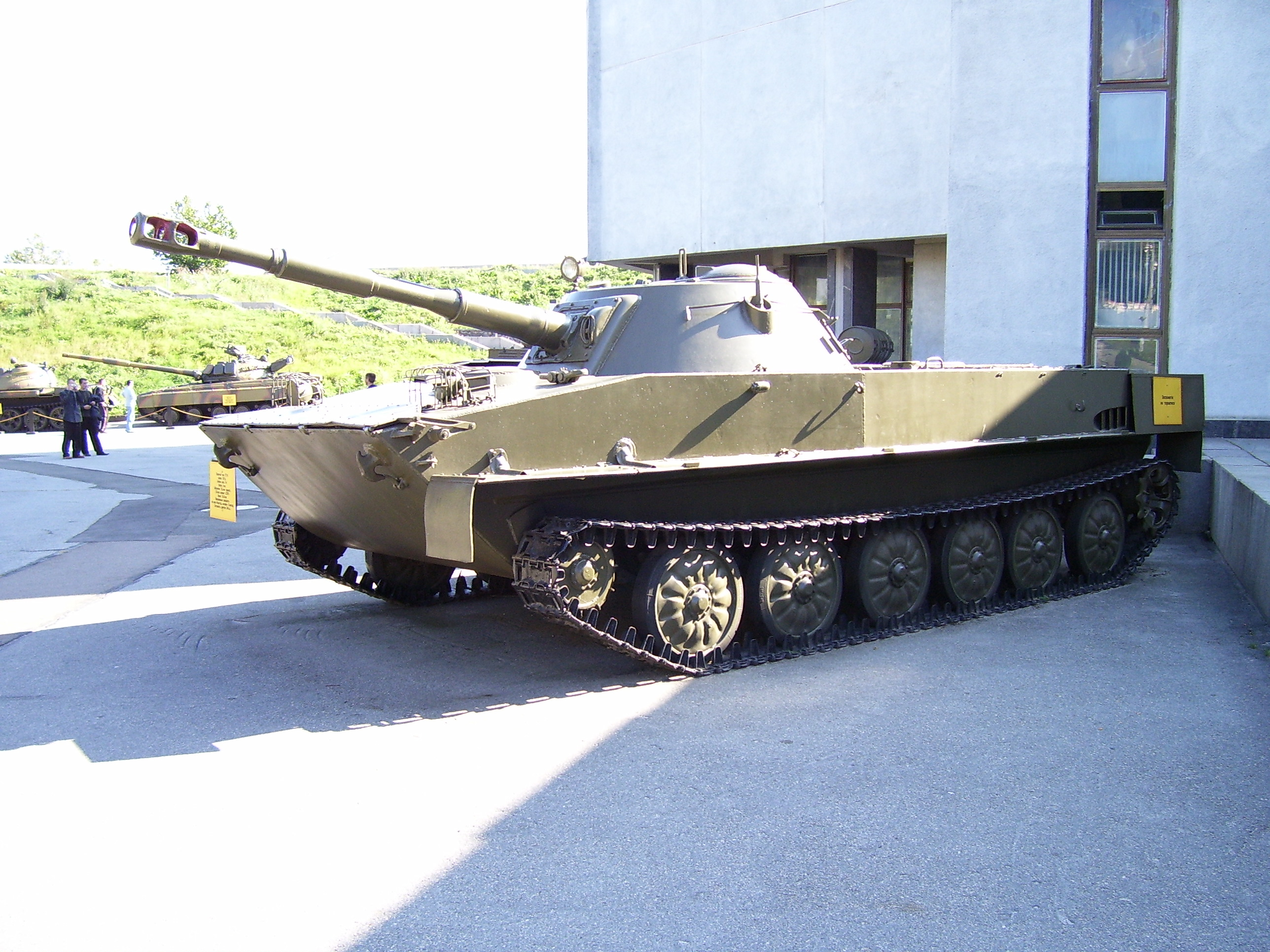
PT-76 trong viện bảo tàng ở Kiev.

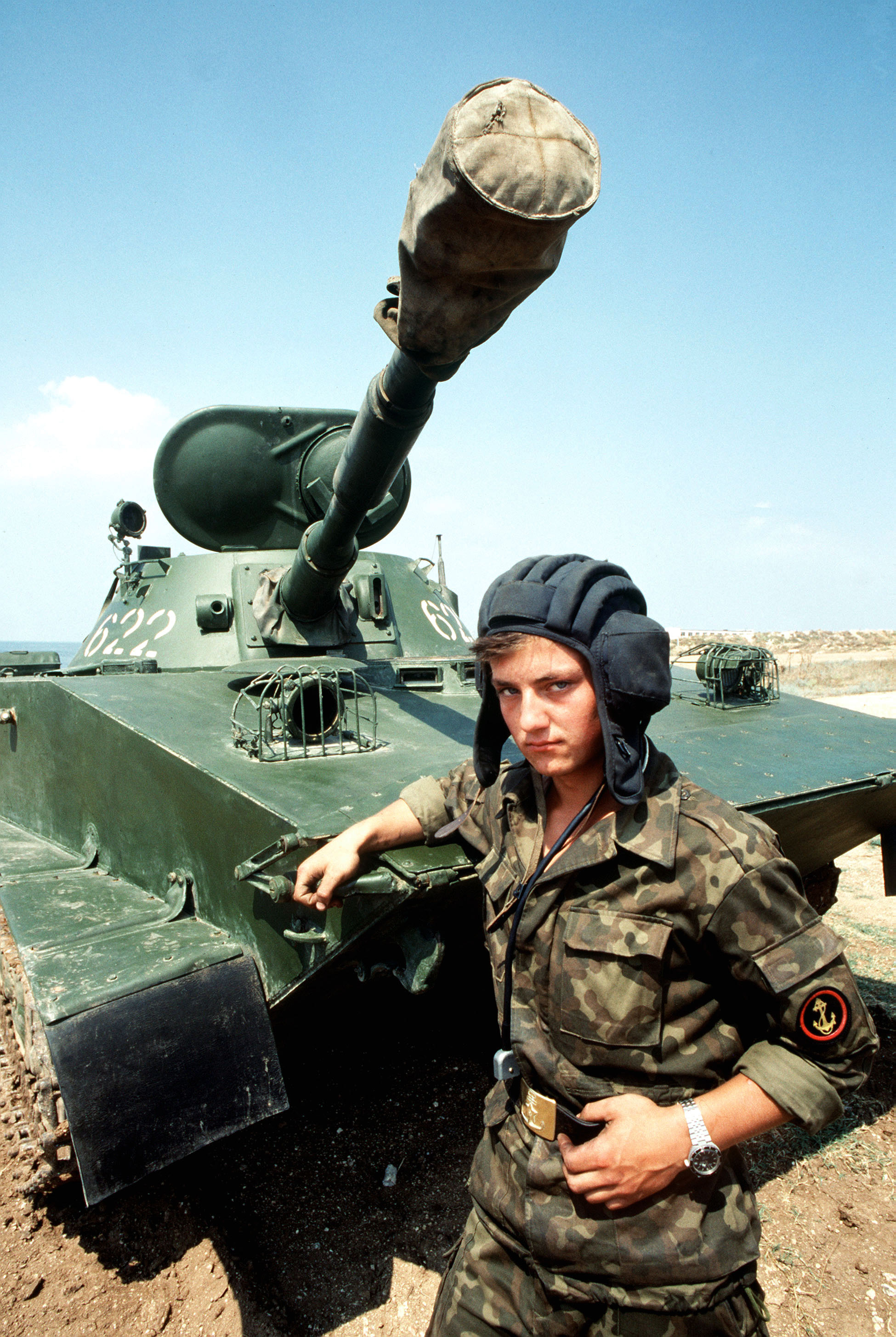
Một người lính tăng Liên Xô đang đứng cạnh xe tăng PT-76 của anh ta, 8/1989.

PT-76 mang 40 viên đạn pháo cỡ 76,2x385mm. Cơ số đạn là 40 viên, bao gồm 24 viên đạn nổ mảnh chống bộ binh và lô cốt (Frag-HE), 4 viên đạn xuyên giáp - nổ (APHE), 4 viên đạn xuyên giáp lõi cứng (APCR) và 8 viên đạn nổ lõm chống tăng (HEAT):
- Đạn nổ mảnh là loại OF-350, sơ tốc 680 m/s, chứa 0,64 kg TNT. Đạn có hai chế độ: chạm nổ hoặc nổ chậm. Ở chế độ nổ chậm, OF-350 được bắn từ khoảng cách 7,5 km có thể xuyên qua một bức tường gạch dày tới 0,75 mét hoặc một kè đất dày 2 mét trước khi phát nổ. Tuy là đạn nổ, động năng của OF-350 giúp nó có thể xuyên thủng tấm giáp hông của chiếc M41 Walker Bulldog (dày khoảng 19 – 25 mm), điều này cũng có nghĩa là OF-350 có khả năng phá hủy hoặc ít nhất là vô hiệu hóa bất kỳ xe bọc thép bọc thép và xe tăng hạng nhẹ nào trong thập niên 1960. Điều này rất hữu ích vì PT-76 thường không mang theo nhiều đạn xuyên giáp động năng.
- Đạn APHE là loại BR-350B (chứa 65 gram hỗn hợp nổ A-IX-2), sơ tốc 655 m/s. Ở góc chạm thẳng, nó xuyên được 82mm thép ở 100 mét, 75mm thép ở 500 mét, 67mm thép ở 1000 mét, 60mm thép ở 1500 mét, 53mm thép ở 2000 mét. Ở góc chạm 60 độ, các con số tương ứng là 33,5 mm - 30,5 mm - 24,5 mm - 22,5 mm - 21,5 mm thép. Mặc dù sức xuyên bình thường, nó vẫn đủ để đánh bại giáp trước của một chiếc xe tăng hạng nhẹ M41 Walker Bulldog của Mỹ từ 1000 đến 1500 mét, và đe dọa phía hông của bất kỳ chiếc xe tăng hạng trung nào từ 1000 mét trở lên. Bộ giáp hông khá mỏng của xe tăng Centurion MK-3 (51 mm) và Chieftain (38 mm) của Anh khiến những chiếc xe tăng này dễ bị phục kích bởi PT-76. 
  - Giữa thập niên 1950, BR-350B được thay thế bởi BR-354, cải thiện rất nhiều sức xuyên. Ở góc chạm thẳng, nó xuyên được 95mm thép ở 500 mét, 80mm thép ở 1000 mét, 70mm thép ở 1500 mét, 60mm thép ở 2000 mét.
- Đạn APCR là loại BR-354P, có lõi xuyên bằng tungsten, dài 72mm và nặng 0,48 kg, sơ tốc 950 m/s, tầm bắn hiệu quả 1000 mét. Ở góc chạm thẳng, nó xuyên được 120mm thép ở 100 mét, 105mm thép ở 300 mét, 90mm thép ở 500 mét, 60mm thép ở 1000 mét. Loại đạn này có thể xuyên được giáp hông của hầu hết các tăng hạng trung trong thập niên 1950 ở cự ly 500 mét.
  - Cuối thập niên 1950, BR-354P được thay thế bởi BR-354N. Cải tiến chính là những đặc điểm khí động học, giúp cải thiện rất nhiều độ chính xác. Phạm vi hiệu quả tối đa được liệt kê là 1500 mét - một cải tiến lớn so với BR-354P. Ở góc chạm thẳng, nó xuyên được 125mm thép ở 500 mét, 110mm thép ở 1000 mét, 90mm thép ở 1500 mét, 75mm thép ở 2000 mét.
- Đạn HEAT là loại BK-354, chứa 0,74 kg hỗn hợp nổ A-IX-1, sơ tốc 550 m/s, xuyên được 200mm thép ở góc chạm thẳng. Nó đủ để tiêu diệt các xe tăng hạng nhẹ thập niên 1950 từ phía trước, và có khả năng gây thiệt hại nghiêm trọng cho bất kỳ xe tăng hạng trung hoặc hạng nặng nào nếu bắn vào hông. 
  - Cuối thập niên 1950, BK-354 được thay thế bởi BK-354M, chứa 0,8 kg hỗn hợp nổ, xuyên được 250mm thép ở góc chạm thẳng, đủ để xuyên thủng giáp trước của xe tăng chủ lực thập niên 1950 như M48 Patton của Mỹ, xe tăng Centurion của Anh.

Đạn được nạp bằng tay, tốc độ bắn lý thuyết đạt khoảng 15 phát/phút, còn trong thực tế đạt khoảng 7 phát/phút (có nhiều yếu tố làm giảm tốc độ bắn trong thực tế, ví dụ như xe di chuyển khiến nạp đạn viên đứng không vững, hoặc xạ thủ phải mất thời gian ngắm bắn).
Xe có một súng máy đồng trục SGMT 7,62 mm với 1000 viên đạn, tầm bắn tối đa 1000 mét. Từ năm 1967, súng máy PKT đã được thay thế. Khẩu súng có thể bắn trong khi xe đang nổi.

### Độ cơ động
PT-76 không đặc biệt nhanh nhẹn khi chạy trên đất bằng, ưu điểm chính của nó là khả năng bơi lội. Đặc tính cơ động của nó phần lớn có thể so sánh với xe tăng hạng trung T-54.
PT-76 được trang bị động cơ diesel V-6 công suất 240 mã lực tại 1800 vòng/phút. V-6 được tạo ra bằng cách giảm một nửa chi tiết của động cơ V-2 huyền thoại của T-34, do đó có rất nhiều bộ phận có thể hoán đổi cho nhau giữa hai động cơ và việc chế tạo V-6 đã được đơn giản hóa rất nhiều. V-6 có tuổi thọ 250 giờ. Động cơ có thể được khởi động bằng điện hoặc bằng khí nén, được cung cấp bởi hai bình khí nén đặt bên trái người lái xe.
Bánh xe của các biến thể trước đó của PT-76 được dập từ thép tấm trơn và có bề mặt nhẵn, nhưng sau đó, một thiết kế bánh xe mới với các đường gân tăng cường hướng tâm đã được giới thiệu như là loại tiêu chuẩn mới và dần dần thay thế bánh xe cũ hơn trong vài thập kỷ tiếp theo khi chúng bị hao mòn trên các xe tăng cũ. Bánh xe mới được chú ý đặc biệt vì chúng là loại bánh xe rỗng đầu tiên và dẫn đến sự phát triển của nhiều loại tương tự cho nhiều loại xe khác. Được làm rỗng và rất nhẹ, các bánh xe đã góp phần vào sức nổi của xe tăng trên mặt nước.
PT-76 có khả năng nổi tuyệt vời trên mặt nước và nền đất yếu, cho phép nó có thể lái được ở những nơi mà hầu hết các loại xe tăng khác không thể làm được. So với đối thủ Mỹ là M41 Walker Bulldog, PT-76 tạo áp suất tĩnh trên mặt đất thấp hơn khoảng 36% (0,46 kg/cm2 so với 0,72 kg/cm2). Điều này rất hữu ích khi đi trên tuyết mềm và địa hình lầy lội. PT-76 là xe tăng duy nhất thời đó có khả năng lội nước hoàn toàn. Nó cũng là phương tiện đầu tiên thuộc loại này sử dụng vòi phun nước để đẩy trên mặt nước, thay vì cánh quạt trục vít.
PT-76 có hai thùng nhiên liệu bên trong được đặt ở phía bên phải của khoang động cơ. Nhiên liệu được chia giữa một thùng lớn chứa 150 lít và một thùng nhỏ hơn chứa 100 lít, tổng cộng là 250 lít. Điều này giúp PT-76 có phạm vi hành trình 370 – 400 km trên đường trải nhựa, hoặc khoảng một nửa trên đường gồ ghề. PT-76B có thùng nhiên liệu bên trong thứ ba có thể chứa 140 lít nhiên liệu, nâng tổng dung tích nhiên liệu lên 390 lít, mang lại cho PT-76B phạm vi 480 km trên đường trải nhựa. Để phạm vi hành trình lớn hơn nữa, các thùng chứa nhiên liệu bổ sung đã được thêm vào trong nhiều nỗ lực hiện đại hóa. Ban đầu, các thùng chứa nhiên liệu bên ngoài mượn từ T-34 được gắn trên giá đỡ trên boong động cơ của PT-76. Mỗi thùng phuy nhiên liệu này có dung tích 90 lít, do đó nâng tổng dung tích nhiên liệu của PT-76 lên 430 lít, nâng phạm vi hành trình của xe tăng lên 480 – 510 km. Sau đó, các thùng nhiên liệu gắn ngoài hình chữ nhật phẳng gắn trên chắn bùn của T-54 đã được chuyển sang PT-76 và PT-76B. Mỗi thùng nhiên liệu này có dung tích 95 lít, nâng tổng dung tích nhiên liệu của PT-76B lên 580 lít, nâng phạm vi hành trình lên 590 km. Tầm hoạt động xa là rất quan trọng đối với PT-76, vì chúng có nhiệm vụ phải thiết lập vị trí đầu cầu trong các cuộc đổ bộ với sự hỗ trợ hậu cần hạn chế, và còn quan trọng hơn đối với xe tăng PT-76 trong các đại đội trinh sát, vì chúng đã phải tuần tra xa về phía trước để thực hiện nhiệm vụ trinh sát.
Một trong những yêu cầu là xe phải có khả năng chở theo một lực lượng đổ bộ gồm 20 người vượt sông hồ, trong khi biến thể chở quân bọc thép dựa trên xe tăng hạng nhẹ lội nước phải có thể vận chuyển 25 người. Mục tiêu là đảm bảo một trung đoàn bộ binh có thể đổ bộ lên bờ sông đối diện với sự hỗ trợ của xe tăng và trang bị đầy đủ vũ khí hạng nặng, từ đó nâng cao cơ hội phòng thủ và giữ thành công đầu cầu cho đến khi lực lượng chủ lực có thể vượt sông. Bộ binh cũng có thể được di chuyển theo cách này trong các cuộc đổ bộ từ tàu biển vào bờ, nhưng điều này hiếm khi được thực hiện. Sự hiện diện của xe tăng PT-76 trong một sư đoàn xe tăng có thể giúp giảm đáng kể việc khả năng bị mất thời cơ tiến công do các chướng ngại vật sông ngòi.

### Vỏ giáp
Giáp của PT-76 làm bằng thép cán nguội có độ bền cao. Vì là xe tăng lội nước hạng nhẹ nên vỏ giáp của nó khá mỏng, đủ để chống lại vũ khí hạng nhẹ, nhưng không thể chịu được vũ khí chống tăng chuyên dụng.
Tháp pháo của nó có độ dày như sau:
- 20 mm nghiêng 35° ở phía trước
- 16 mm nghiêng 35° ở bên
- 11 mm nghiêng 33° ở phía sau
- 8 mm ở 0° trên tháp pháo.

Thân xe: 
- 10 mm nghiêng 80° ở phía trước
- 13 mm nghiêng 80° phía trước thấp hơn
- 14 mm ở hai bên
- 7 mm ở phía sau
- 5 mm ở bên dưới

Giáp trước thân xe của PT-76 đủ để chống lại đạn xuyên giáp cỡ 12,7 mm tại mọi cự ly, giáp trước tháp pháo có thể chịu được đạn xuyên giáp cỡ 14,5 mm ở khoảng cách 980 mét. Giáp hông thì đủ để chống lại đạn xuyên giáp 12,7 mm ở khoảng cách 600 mét tại góc chạm 30 độ, hoặc đạn súng máy 7,62 mm tại mọi cự ly và những mảnh đạn pháo cỡ nhỏ. Nhưng các loại đạn xuyên giáp cỡ 20mm trở lên có thể xuyên thủng giáp PT-76 ở mọi vị trí. Đạn pháo 105mm nổ gần đủ để gây ra hư hại cho hệ thống treo của xe tăng, đạn pháo 152mm/155mm nổ gần thì đủ để phá hủy hoàn toàn hệ thống treo của xe tăng và đánh bật các thiết bị bên ngoài, mảnh đạn pháo 155mm có thể xuyên thủng giáp hông xe từ cự ly khoảng 60 mét.
Thực tế cũng chứng minh hỏa lực của súng máy hạng nặng 12,7 mm nhìn chung không hiệu quả đối với PT-76, bởi không có ghi nhận về bất kỳ chiếc PT-76 nào từng bị hạ gục hoặc bị hư hại bởi hỏa lực súng máy trong chiến tranh Việt Nam, cuộc chiến mà PT-76 tham gia khá phổ biến.
Đặc biệt, độ nghiêng lớn (tới 80 độ) của giáp trước khiến cho PT-76 có khả năng đặc biệt: một số loại đạn súng chống tăng khi bắn vào mặt trước thân xe thì không phát nổ mà bị trượt văng ra (do mũi đầu đạn bị trượt đi bởi bề mặt nghiêng nên ngòi nổ không kích hoạt được). Tiêu biểu là trận Làng Vây, hàng chục phát đạn từ súng chống tăng M72 LAW của Mỹ bắn vào những xe PT-76 đều bị trượt ra nên không phá hủy được mục tiêu nào.

## Lịch sử chiến đấu
Khoảng 3.000 xe tăng PT-76 đã được Liên Xô sản xuất và 2.000 chiếc đã được xuất khẩu. Ngoài ra, Trung Quốc cũng tự sản xuất hàng ngàn xe PT-76, trong đó có biến thể xe tăng hạng nhẹ kiểu 63 (thay thế tháp pháo và pháo 76mm bằng pháo 85mm). Ở Việt Nam, xe tăng hạng nhẹ kiểu 63 được gọi là K-63-85.
Sau đó nó đã được Liên Xô thay thế bằng BMP-1 và BRM-1. Tuy nhiên, một số đơn vị hải quân đánh bộ của Nga vẫn sử dụng một số PT-76 cho tới năm 2000. Tới năm 2020, nó vẫn được sử dụng ở một số đơn vị vũ trang tại một số quốc gia.
Trong Chiến tranh Việt Nam, Quân đội Nhân dân Việt Nam đã đưa PT-76 vào chiến đấu và thu được thành công rực rỡ nhất trong trận Làng Vây khi mà có xe PT-76 yểm trợ, lính của Quân đội Nhân dân Việt Nam chỉ mất hơn 4 giờ đồng hồ để đẩy lùi liên quân Mỹ - VNCH ra khỏi Làng Vây, và nó đã tham gia chiến đấu hợp đồng binh chủng cùng loại xe tăng hạng trung T-54/55.

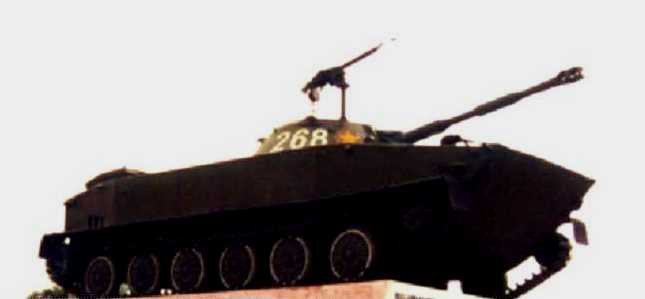
Xe tăng PT-76 số hiệu 268 từng tham gia chiến dịch (nay đặt tại tượng đài chiến thắng Làng Vây)

PT-76 cho thấy tính cơ động tuyệt vời trong các địa hình khó khăn, nhiều sông ngòi ở Việt Nam. Cuối tháng 1 năm 1968, PT-76 của Quân đội nhân dân Việt Nam tham chiến lần đầu tiên tại Trận Tà Mây - Làng Vây (đường 9 - Khe Sanh). 20 giờ ngày 23-1-1968, bộ đội xe tăng với trang bị là xe tăng hạng nhẹ PT-76 đã chở bộ binh đánh thẳng vào bên trong cứ điểm Tà Mây, dùng hỏa lực đánh sập lô cốt, ụ súng, khiến quân địch tháo chạy. Ngày 7/2/1968, bộ đội tăng - thiết giáp với 14 xe PT-76 đã chi viện cho bộ binh tiêu diệt cứ điểm Làng Vây, diệt hoặc bắt sống gần 700 địch. Ngày 7/2 trở thành ngày kỷ niệm đánh thắng trận đầu của bộ đội Tăng thiết giáp Việt Nam.
Trong cuộc chiến, có duy nhất 1 trận xe tăng Mỹ đấu với xe tăng Quân giải phóng là trận Bến Hét đêm 3/3/1969. Đại đội XT-16 tham gia tiến công căn cứ Bến Hét, sử dụng 4 xe PT-76. Trong căn cứ Bến Hét, Mỹ có 1 đại đội xe tăng gồm 4 xe tăng M48 Patton. Khi tiếp cận căn cứ, 1 chiếc PT-76 cán phải mìn và bị hỏng xích, tiếng nổ đồng thời báo động cả trại. Xe tăng M48 của Mỹ khai hỏa, phá hủy chiếc PT-76 bị hỏng xích. Tuy không có kính nhìn đêm, nhưng nhờ quan sát chớp lửa từ đầu nòng pháo của xe tăng Mỹ, 1 xe tăng PT-76 của quân Giải phóng bắn trả trúng đích, đánh trúng tháp pháo 1 chiếc M48 Patton bằng 1 viên đạn nổ. Đại úy Stovall (đại đội trưởng của đại đội xe tăng Mỹ) đang đứng phía sau tháp pháo và trưởng xe của chiếc M48 bị sức nổ đánh văng ra sau và cả 2 đều bị thương nặng, vụ nổ cũng giết chết lính nạp đạn và xạ thủ đang bắn khẩu đại liên của chiếc M48. Các xe tăng M-48 khác bắn trả dữ dội, phá hủy 1 chiếc PT-76. Sau đó, máy bay Mỹ nhào tới bắn phá, 2 chiếc PT-76 còn lại của Quân Giải phóng quyết định rút lui.
Xe tăng PT-76 nối tiếng nhất là xe số hiệu 555, biệt danh “Mãnh hổ Đường số 9” bởi những chiến tích của nó, đặc biệt là 2 lần đơn độc tung hoành trong cứ điểm địch. Lần đầu tiên là trong trận Tà Mây tháng 1/1968, trưởng xe Lê Xuân Tấu đã ra lệnh cho xe đi đầu xông vào căn cứ địch, vừa dùng pháo và súng máy diệt địch, vừa dùng xích sắt nghiến nát các công sự. Lần thứ 2 là ở điểm cao 543 trong chiến dịch Đường 9 - Nam Lào năm 1971, xe 555 có chính trị viên tiểu đoàn Lê Cối cùng đi dẫn đầu đội hình trung đội 1 tiến lên điểm cao 543, vừa bắn vừa yểm trợ bộ binh xông thẳng vào trận địa pháo và khu trung tâm thông tin, bắt sống toàn bộ Ban Tham mưu Lữ đoàn dù 3 của địch, trong đó có Đại tá Nguyễn Văn Thọ - Lữ đoàn trưởng. Xe tăng 555 được đưa về Hà Nội tham gia Triển lãm về Chiến thắng “Đường 9 - Nam Lào” và nay được trưng bày tại Bảo tàng Lịch sử Quân sự Việt Nam.
Ngoài ra, những chiếc xe tăng hạng nhẹ kiểu 63 (Type-63, phiên bản Trung Quốc của PT-76) được Trung Quốc viện trợ cho Việt Nam vào năm 1971. Type 63 được sử dụng lần đầu tiên trong chiến đấu vào tháng 12/1971 ở chiến dịch Cánh đồng Chum trong đội hình Tiểu đoàn xe tăng 195A.
Trận đánh nổi tiếng của Type-63 là trận phòng ngự cảng Cửa Việt ngày 27-28/1/1973. Để chống lại 130 xe tăng, xe thiết giáp các loại của đối phương, Quân Giải phóng chỉ có Đại đội tăng thiết giáp 1 gồm 7 xe: 1 xe tăng Type-63 (số hiệu 704), 2 xe thiết giáp K-63 (có trang bị 2 bệ phóng tên lửa chống tăng B-72), 4 xe thiết giáp BTR-50 lắp cao xạ 23mm. Về sau đại đội 1 được chi viện thêm 1 xe tăng T-54 của Trung đoàn 203. Kíp xe Type-63 số hiệu 704 trong đêm tối đã bất ngờ xuất kích đánh vào sườn đội hình địch, với 8 phát đạn đã bắn cháy 5 xe tăng M48 Patton và bắn hỏng 2 xe tăng M48 khác, đồng thời tiêu diệt hàng chục bộ binh. Đến rạng sáng, xe tăng 704 bị trúng đạn pháo của địch, Đại đội trưởng Nguyễn Văn Khoán và nạp đạn viên Nguyễn Văn Khanh hy sinh, pháo thủ Hoa Xuân Toàn và lái xe Nguyễn Thế Tường bị thương nặng.
Kết thúc trận đánh, quân Giải phóng đã phòng ngự thành công cảng Cửa Việt. Riêng đại đội 1 đã bắn cháy 16 xe tăng - xe thiết giáp của địch, yểm trợ bộ binh thu giữ 3 xe tăng M48 Patton, 3 xe tăng M41 Walker Bulldog và 5 xe M-113. Phía Đại đội 1 bị bắn cháy 6 xe (1 xe tăng Type-63 và 5 xe thiết giáp). Ngày 23/9/1973, Đại đội 1 được phong tặng danh hiệu Anh hùng Lực lượng vũ trang nhân dân.